# 메가클리테

메가클리테(Megaclite)는 목성의 불규칙 역행위성이고 파시파에 군에 속해 있다. 메가클리테의 지름은 약 5.4km이고 공전주기는 792일이다. 2001년에 발견했다.
아 위키더 없음 나무